# Neoantistea agilis
Neoantistea agilis là một loài nhện trong họ Hahniidae.
Loài này thuộc chi Neoantistea. Neoantistea agilis được Eugen von Keyserling miêu tả năm 1887.